# Batthyány Ervin
Németújvári gróf Batthyány Ervin Ágoston Károly Ferenc (Bögöte, 1877. október 17. – Stroud, Gloucestershire grófság, Egyesült Királyság, 1945. június 9.) nagybirtokos, iskolaalapító, közíró, lapkiadó, az anarchizmus tanainak hirdetője.

## Élete

### Ifjúkora
A tekintélyes főnemesi gróf németújvári Batthyány családban született 1877. október 17-én. Apja, németújvári gróf Batthyány Ferenc (1845-1877), anyja Trefort Edit (1849-1939) volt. Apai nagyszülei gróf németújvári Batthyány Károly (1799-1852), földbirtokos és nádasdi és fogarasföldi gróf Nádasdy Karolina (1810-1896) voltak. Anyai nagyszülei Trefort Ágoston kultuszminiszter és a barkóczi Rosty családból való barkóczi Rosty Ilona (1826-1870) voltak. Az anyai nagyanyai dédszülei barkóczi Rosty Albert (1779-1847), Békés vármegye alispánja, földbirtokos és ehrenberghi Eckstein Anna (1801-1843) voltak.
Budapesti gimnáziumi tanulmányait követően Londonban és Cambridge-ben folytatott egyetemi tanulmányokat. Elidegenedve saját kiváltságos helyzetétől már 19 éves korában kommunisztikus nézeteket vallott. Gondolkodását meghatározó olvasmányélményei – Edward Carpenter, William Morris, Lev Tolsztoj és Pjotr Alekszejevics Kropotkin művei – vitték ebbe az irányba. Angliai tartózkodása során Kropotkinnal személyesen is találkozott. Tolsztoj tanításait későbbi iskolaalapítási tevékenységében hasznosította. Rendhagyó nézetei és magatartása miatt arisztokrata családja - attól tartva, hogy felosztja birtokait a béresek között - gondnokság alá helyeztette és 1901-től egy bécsi idegszanatóriumban, a Holländer Intézetben helyezték el. Csak 1903-ban hagyhatta el az intézetet - Szabó Ervin segítségével –, és ezt követően tevékenyen bekapcsolódott a magyar szellemi életbe.
Ehhez képest Ady így ír a Budapesti Napló 1907. november 27-i számában: „Nálunk az rettenetes bűn, ha valaki új lelki, kulturális és intellektuális dogmákhoz mer elszegődni. Olyan dogmákhoz, melyek még patentet nem nyertek nálunk. Gróf Batthyány Ervin csak azért lehet anarchista s kényszerzubbony nélkül, mert gróf.”

### Vitasorozat
1904-ben részt vett a Társadalomtudományi Társaság közel fél éven át (1904 februárja és májusa között) tartó, A társadalmi fejlődés iránya címmel megrendezett vitasorozatán, amelynek során az anarchizmus, a liberalizmus, a konzervativizmus képviselői ütköztették politikai nézeteiket. A felolvasó- és vitaüléseket  négy előadás köré szervezték: a liberalizmusról Gratz Gusztáv, az anarchizmusról gróf Batthyány Ervin, a szocializmusról Szabó Ervin, a konzervativizmusról és a keresztényszocializmusról Geőcze Sarolta tartott előadást.

### Iskolaalapítás
A vitát követően Batthyány a gyakorlatban is igyekezett kipróbálni elképzeléseit. 1905-ben birtokán, a Vas vármegyei Bögötén angol és orosz példák nyomán megalapította szociális jellegű reformiskoláját, az ún. szabad iskolát parasztgyerekek számára. Az iskola megnyitására 1905. október 29-én került sor, a nyitóünnepségén a Társadalomtudományi Társaság nevében beszédet mondott Batthyány közeli barátja, Szabó Ervin is. Az iskola igazgatója Tarczai Lajos, titkára Nadler Herbert lett. Ebben az iskolában tanított 1907 és 1911 közt Hegedűs Lajos pedagógus, aki később a Nyomorék Gyermekek Országos Otthonának első igazgatójaként (1913-1939) működött.
Batthyány célja a nép felemelése és a felvilágosult társadalmi eszmék iránti fogékonyság felkeltése volt. Szabó Ervin szellemi irányításával megfogalmazódott egy átfogó tantervi elképzelés (koedukáció, ingyenes tanítás, ideértve a tankönyveket, a ruházatot, az étkezést), amelynek iskolaszervezeti megvalósítása is elkezdődik. Bevezették a tanulmányi kirándulások gyakorlatát is.
Az iskolát a katolikus egyház, a helyi földbirtokos Horváth család (a Batthyányiak bérlői) és a vármegyei hatóság hevesen támadta, már megnyitását is igyekezett minden eszközzel megakadályozni. Az iskola körül kialakult világnézeti harcban Ady Endre többször is megszólalt Batthyány és az iskola mellett a Budapesti Napló hasábjain.

### Újságírás
Bögötei birtokán szocialista nyomda- és lapkiadó felállítását, politikai napi- és hetilap, tudományos folyóirat és néplexikon kiadását tervezte. Saját pénzén és szellemi irányításával jelent meg Testvériség címmel a szombathelyi szociáldemokrata pártszervezet lapja. Ennek első vezércikkeit is ő írta.
Cikkei a Huszadik Században és az általa alapított vagy támogatott lapokban: a Társadalmi Forradalomban, a Testvériségben (Szombathely), A jövőben (Nagyvárad) és a Világszabadságban jelentek meg 1904–1908 között.

### Londonban
1910-ben Londonba költözött, 1913-ban lemondott a magyar állampolgárságról, majd eladta bögötei birtokát is. Az I. világháború idején pacifista körökben mozgott és kapcsolatban állt az angol anarchistákkal, de amikor 1931-ben hazalátogatott, már visszahúzódott a politikától. Utolsó évtizedeit Angliában töltötte, Lyme Regisben és Stroud melletti birtokán, utóbbi helyen halt meg 1945-ben.

### Házassága
1913-tól felesége Nuellens Alice Sybille (1857–Budapest, 1933. február 18.)

### Emlékezete

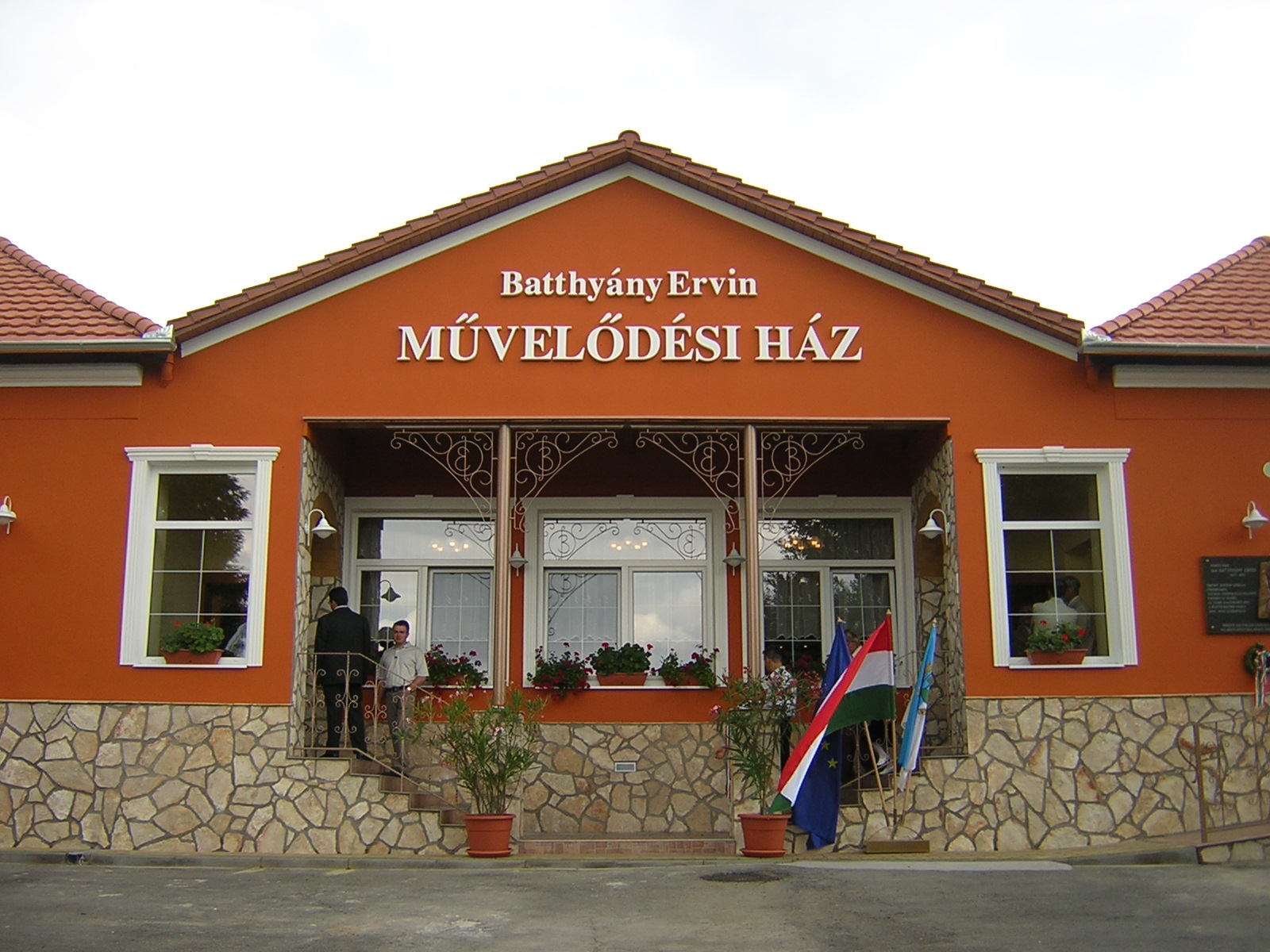
A bögötei Művelődési ház

Szülőfalujában, Bögötén 1994-ben emlékművet állítottak a grófnak, 2006. augusztus 5-én pedig emléktáblát avattak a tiszteletére. Mindkettő Gaál Tamás Munkácsy-díjas szobrász alkotása. Az emléktábla avatásán beszédet mondott Bozóki András volt kulturális miniszter „Batthyány Ervin szerepe a hazai oktatás történetében és a bögötei reformiskola” címmel.
Batthyány Ervin nevét viseli a falu művelődési háza is.

## Nézetei
Bozóki András 1985-ben megjelent tanulmányában (Anarchista elméletek Magyarországon: Batthyány Ervin és Schmitt Jenő Henrik, in: Világosság, 1985/3) négy szakaszt különített el a magyar anarchizmus történetében, a harmadik szakasz központi figurája gróf Batthyány Ervin.
Batthyány Ervin egy előadásában így határozta meg az anarchizmus fogalmát:
„Anarchizmus - uralomnélküliség - alatt azon társadalmi rendet kell értenünk, mely minden külső hatalom és erőszak nélkül, tisztán az emberek szabad, testvéri együttélésén alapul. Az erőszakon épülő uralmi rendszer helyett, mely a tulajdon, a jog és állam kényszerintézményeiben nyer kifejezést, az anarchikus társadalom formái az emberek természetében rejlő szolidaritás  és az ebből folyó szabadság, egyenlőség és önkéntes összeműködés által jönnek létre.”
Kezdetben egy kropotkini ihletésű kommunista anarchizmust hirdet. Batthyány az anarchisták és szocialisták összefogásának szükségességéről beszél, és az ugrásszerű forradalommal szemben a folyamatos ellenállás fontosságát hangsúlyozza. 1906 és 1908 között az anarchoszindikalizmussal keres kapcsolatot.
Batthyány Ervin szembeállítja a teokratizmust az anarchizmussal, és úgy látja, hogy míg a teokratizmus a társadalmi harmónia eredetét felsőbb lényben, központi erőben, absztrakt törvényben, azaz a jelenségeken kívül keresi, addig az anarchizmus magukban az egyénekben látja az összhang forrását. Batthyány az angol racionalizmus eszmeiségéből táplálkozott.

## Párhuzam Tolsztojjal
„A bögötei iskola felszínesen szemlélve néhány hasonlóságot, de lényegi eltéréseket  is mutat Tolsztoj hasonló szellemiségű, de jóval korábbi iskolájához képest. Tolsztoj és Batthyány is arisztokrata származású, mindketten saját birtokukon hoznak létre iskolát, mindketten parasztgyerekeket tanítanak, az ő tudatossági szintjüket akarják radikális eszközökkel megemelni, mindketten külföldi példákból indulnak ki, Tolsztoj a németektől, Batthyány az angoloktól tanul, hasonló az is, hogy végeredményben mindketten menekülésre kényszerülnek életük végén.”

## Ady Endre Batthyány Ervinről
Ady Endre így ír a Budapesti Napló 1905. szeptember 23-i számában, az Ervin gróf iskolája című cikkében:
„Egy gróf a Batthyányak közül, de genere Örs avagy Németújvári-utód, a genealógusok jobban tudják, iskolát állít azoknak, kik új világot akarnak építeni a grófi világ helyébe. […] A bögötei iskolában a természettudomány lesz a biblia, a nemzetgazdaság a tízparancsolat, s a szociológia a káté. Rémüldöznek már is az iskolától Vas megyében. Már akadt pap, aki a templomban prédikált ellene. De még csak az iskola falai állanak, mégis győzedelmes az új levegő. A templom kiürült a mérges prédikációra. A nép szomjas. A nép akarja az új iskolát.”

## Munkái
- Batthyány Ervin–Migray József–Schmitt Jenő Henrik: Anarkizmus (Bp., 1904)
- A nép joga (Bp., 1905)
- Szocializmus és anarkizmus (Nagyvárad, 1906)

### Fordításai
- Voinovich Gézával lefordította Max Halbe Mutter Erde című drámáját Földanyánk címmel (Bp., 1899).
- Németre fordította Edward Carpenter Toward democracy című munkáját Der Freiheit entgegen cím alatt, négy kötetben.